# Яновский, Степан Дмитриевич
Степа́н Дми́триевич Яно́вский (1815 — 1 [13] июля 1897, Швейцария) — врач Фёдора Михайловича Достоевского, наблюдавший за состоянием здоровья писателя в 1846—1849 годах. Автор воспоминаний о Достоевском («Русский вестник», 1885, № 176). Черты характера Яновского, а также некоторые события его семейной жизни нашли отражение в образе Павла Павловича Трусоцкого («Вечный муж»).

## Вехи биографии
Степан Дмитриевич Яновский получил специальное образование в Московском отделении Петербургской медико-хирургической академии. Этапы его ранней профессиональной биографии включали службу в Преображенском полку, куда он был зачислен зимой 1837 года на должность лекаря, а также врачебную деятельность и чтение курса лекций по естественной истории в Лесном и межевом институте. В середине 1840-х годов, получив место в Департаменте казённых врачебных заготовлений при Министерстве внутренних дел, доктор начал собственную практику, позволившую ему войти в круг петербургских литераторов. В 1855 году Степан Дмитриевич женился на актрисе Александринского театра Александре Ивановне Шуберт; брак продолжался в течение восьми лет. В 1871 году Яновский вышел в отставку, через шесть лет уехал в Швейцарию, где скончался в 1897 году.

## Отношения с Достоевским
Весной 1846 года к Яновскому обратился его пациент — студент Владимир Майков, попросивший проконсультировать своего близкого знакомого — двадцатичетырёхлетнего Фёдора Достоевского, который в частных беседах жаловался на головокружения и бессонницу. Первая встреча Степана Дмитриевича и автора только что вышедших «Бедных людей» и «Двойника» произошла в конце мая и была почти официальной, однако вскоре отношения доктора и пациента обрели дружеский характер: они встречались еженедельно (а в иные месяцы — ежедневно) в течение трёх лет, предшествовавших аресту писателя. Лечебные процедуры, назначаемые Яновским, были связаны с попытками устранить периодически появляющиеся у Достоевского галлюцинации и признаки «дурноты головы»; врач настаивал, чтобы пациент, опасавшийся «кондрашки», воспринимал себя как здорового человека. Благодаря специальной организации питания, а также отвару из корня сарсапариллы доктор сумел избавить Фёдора Михайловича от предвестника чахотки — «золотушно-скорбутного худосочия».
Беседы, которые вели между собой Яновский и Достоевский, не ограничивались медицинской тематикой: они разговаривали о литературе и музыке, обсуждали бытовые, повседневные вопросы; Степан Дмитриевич был в курсе семейных и финансовых проблем пациента. Врач одним из первых узнал об аресте писателя: ранним утром 23 апреля 1849 года в его доме появился взволнованный Михаил Михайлович Достоевский с известием о том, что его брат доставлен в Третье отделение. В 1859 году, когда Фёдор Михайлович после возвращения из Сибири получил разрешение жить в Твери, Яновский, согласно его воспоминаниям, «первым из близких его знакомых посетил его в этом городе».
По данным исследователей, сохранились письма, которые Степан Дмитриевич и Достоевский отправляли друг другу, в том числе в те годы, когда прежние отношения фактически прекратились. Так, весной 1868 года, после выхода «Идиота», Яновский сообщил автору о реакции читателей на его новое произведение: «В клубе, в маленьких салонах, в вагонах на железной дороге… везде и от всех только удаётся слышать: читали ль вы последний роман Достоевского?». В свою очередь, в письме, датированном 1872 годом, Фёдор Михайлович выразил признательность врачу и товарищу своей молодости за заботу:

Вы один из незабвенных, один из тех, которые резко отозвались в моей жизни… Ведь Вы мой благодетель. Вы любили меня и возились со мною, с больным душевною болезнию (ведь я теперь сознаю это), до моей поездки в Сибирь, где я вылечился… На всю жизнь Вам искренне преданный…

## Семейная жизнь

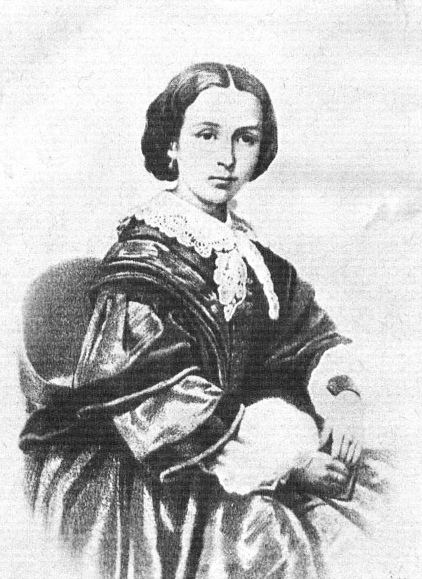
А. И. Шуберт-Яновская

Женой Яновского была Александра Шуберт, к которой Достоевский относился с большой симпатией — писатель не только переживал из-за недостатка у неё достойных ролей, но и обещал сочинить специально для актрисы одноактную комедию. В 1860 году, когда у Степана Дмитриевича и Александры Ивановны начался разлад, Фёдор Михайлович невольно оказался втянутым в их семейные проблемы. Достоевский поддержал решение Александры Ивановны перебраться из Петербурга в Москву и занял её сторону в конфликте с мужем: «Он [Яновский], кажется, совершенно уверен, что мы беспрерывно переписываемся, что Вы живёте моими советами… Мне кажется, он тоже и ревнует немного, он, может быть, думает, что я в Вас влюблён».
Поэт Алексей Плещеев, который также был посвящён в перипетии раздора между доктором и его женой, считал, что виновником сложной семейной ситуации является Степан Дмитриевич: «Я думаю, жить с Яновским скука мучинская, слушать всю жизнь одни фразы — ведь это всё равно что если бы кого-нибудь осудили всю жизнь не есть ничего, кроме клубничного варенья!»
Супруги расстались в 1863 году, однако история их взаимоотношений нашла отражение в произведении Достоевского «Вечный муж» (1870). По данным исследователей, некоторые черты Яновского — подозрительность, придирчивость, ревность — были воплощены в образе Павла Павловича Трусоцкого — персонажа, «способного быть только мужем». После выхода повести (по версии Достоевского — рассказа) «Вечный муж» поэт Аполлон Майков сообщил автору, что «сразу узнал Яновского и его характер».

## Воспоминания Яновского

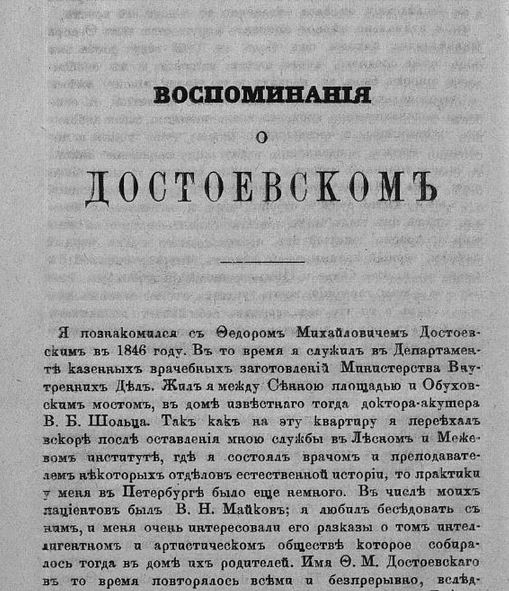
«Русский вестник», 1885, № 176

После смерти Фёдора Михайловича Яновский дважды публиковал воспоминания о писателе. Вначале статья Степана Дмитриевича, оформленная в виде письма Аполлону Майкову и озаглавленная «Болезнь Достоевского», вышла в газете «Новое время» (1881, № 1793) — в ней автор сообщал, что его пациент начал страдать эпилепсией не менее чем за три года до отъезда в Сибирь; правда, в Петербурге недуг проявлялся в «лёгкой степени» и купировался своевременным лечением.
Через четыре года более подробные мемуарные записи Яновского напечатал журнал «Русский вестник» (1885, № 176). Доктор рассказывал о медицинских обследованиях и лечении писателя, взаимном доверии, появившемся на определённом этапе, литературных пристрастиях Фёдора Михайловича — по словам Степана Дмитриевича, тот легко воспроизводил по памяти целые главы из произведений Пушкина и Гоголя, ценил тургеневские «Записки охотника», знал наизусть «Сон Обломова» из романа Гончарова. Литературовед Людмила Сараскина, цитируя в книге о Достоевском фрагменты воспоминаний Яновского, заметила, что доктор, возможно, «слегка приукрасил портрет друга, изобразив его примерным молодым человеком, не гонявшимся за юбками, не любившим вина, не признававшим карт».